# Exoneura baculifera
Exoneura baculifera är en biart som beskrevs av Cockerell 1922. Exoneura baculifera ingår i släktet Exoneura och familjen långtungebin. Inga underarter finns listade i Catalogue of Life.

## Bildgalleri

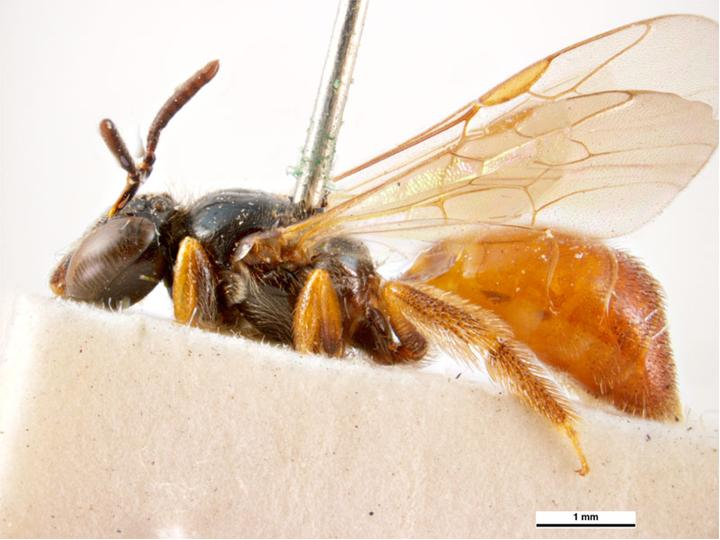
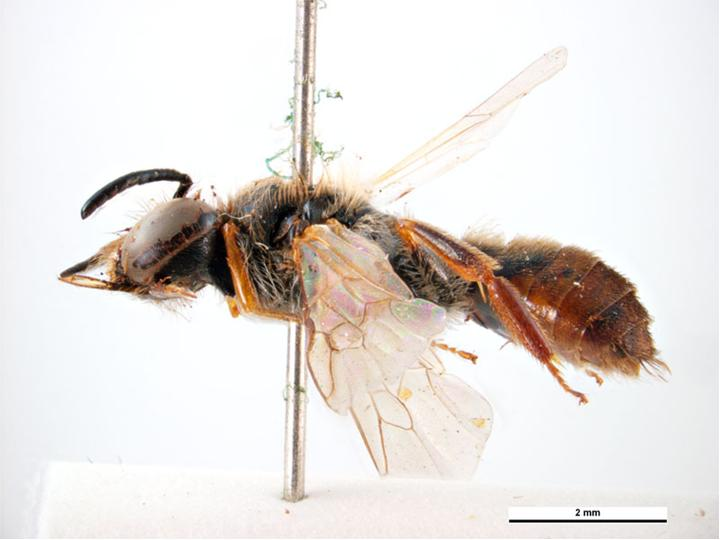